# Lopătar
Lopătarii sunt un gen, Platalea, al păsărilor de mal mari, cu picioare lungi. Lopătarii au o distribuție globală, se găsesc pe fiecare continent, cu excepția Antarcticii. Numele genului Platalea derivă din greaca veche și înseamnă „plat”, referindu-se la forma distinctivă a ciocului. Sunt recunoscute șase specii, care, deși plasate de obicei într-un singur gen, au fost uneori împărțite în trei genuri.
Toți lopătarii au ciocuri mari, plate, spatulate și se hrănesc în apă puțin adâncă, măturând cu ciocul parțial deschis dintr-o parte în alta. În momentul în care orice creatură acvatică mică atinge interiorul ciocului — o insectă, crustaceu sau pește mic — pasărea închide ciocul. Lopătarii preferă în general apa proaspătă celei sărate, dar se găsesc în ambele medii. Ei trebuie să se hrănească multe ore în fiecare zi.

## Taxonomie
Genul Platalea a fost introdus în 1758 de naturalistul suedez Carl Linnaeus, în 1758, în a zecea ediție lucrării sale, a lui Systema Naturae. Denumirea genului provine din cuvântul latinesc „lopătar” și derivă din greaca veche platea care înseamnă „plat”, referindu-se la forma distinctivă a ciocului. Specia tip a fost desemnată lopătarul alb (Platalea leucorodia) de George Robert Gray în 1840.
În mod tradițional, se crede că formează una dintre cele două subfamilii, Plataleinae, din familia Threskiornithidae, care include și ibișii (Threskiornithinae).

## Descriere
Lopătarii se disting cel mai ușor de ibiși prin forma ciocului, care este lung și plat și mai larg la capăt. Nările sunt situate în apropierea bazei ciocului, astfel încât pasărea să poată respira în timp ce ciocul este scufundat în apă. Ochii sunt poziționați pentru a oferi lopătarilor o vedere binoculară, deși, atunci când se hrănesc, sunt importante și simțurile tactile. La fel ca ibișii, lopătarii au pete goale de piele în jurul ciocului și al ochilor.

## Specii și distribuție
Cele șase specii de lopătari sunt distribuite aproape peste tot în lume.
| Specii de Platalea                           | Specii de Platalea | Specii de Platalea | Specii de Platalea |
| Denumire comună și științifică               | Imagine            | Descriere | Distribuție |
| -------------------------------------------- | ------------------ | --- | --- |
| Lopătar alb (Platalea leucorodia)            |                    | Adulții și tinerii sunt în mare parte albi, cu vârfurile aripilor exterioare negre și cu picioarele și ciocurile închise la culoare.                                                                                       | Aceasta este cea mai răspândită specie, care apare în nord-estul Africii și în mare parte din Europa și Asia până în Japonia. |
| Lopătar cu față neagră (Platalea minor)      |                    | Înrudit cu lopătarul alb. | Se găsește în Taiwan, China, Coreea și Japonia. |
| Lopătar african (Platalea alba)              |                    | O specie albă, mare, asemănătoare cu lopătarul alb, de care se poate distinge prin fața sa roz și ciocul, de obicei, mai palid. Hrana sa include insecte și alte creaturi mici și cuibărește în copaci, mlaștini sau roci. | Se înmulțește în Africa și Madagascar |
| Lopătar regal (Platalea regia)               |                    | Un lopătar alb, mare, cu fața neagră. | Mai comun în sud-estul Australiei, dar se întâlnește în mod regulat în număr mai mic pe alte părți ale continentului atunci când se formează zone umede temporare; în Noua Zeelandă, în special pe Insula de Sud și, uneori, în Noua Guinee, Indonezia și Insulele Pacificului. |
| Lopătar cu ciocul galben (Platalea flavipes) |                    | Un lopătar alb cu ciocul de culoare galbenă. | Sud-estul Australiei. |
| Lopătar roz (Platalea ajaja)                 |                    | Adulții sunt mari, cu pene roz. | America de Sud, Caraibe și sud-estul Statelor Unite |